# マリナ・クリモワ
マリナ・ヴラジーミロヴナ・クリモワ（ロシア語: Марина Владимировна Климова、1966年7月28日 - ）は、旧ソビエト連邦出身の女性フィギュアスケートアイスダンス選手。1992年アルベールビルオリンピックアイスダンス金メダリスト。1989年、1990年、1992年世界フィギュアスケート選手権アイスダンスチャンピオン。パートナーは夫でもあるセルゲイ・ポノマレンコ。ロシア語読みでは「マリーナ・ヴラヂーミラヴナ・クリーマヴァ」が近い。

## 経歴
- 1984年にパートナーでもあるセルゲイ・ポノマレンコと結婚。
- 1984年サラエボオリンピックで銅メダルを獲得。
- 1988年カルガリーオリンピックで銀メダルを獲得。
- 1989年、1990年世界フィギュアスケート選手権 優勝。
- 1992年アルベールビルオリンピックで金メダルを獲得し、アマチュアを引退。長らくプロスケーターとして活動しフィギュアスケートコーチに転進した。
- 2000年世界フィギュアスケート殿堂入り。

## 主な戦績
| 大会/年      | 82-83 | 83-84 | 84-85 | 85-86 | 86-87 | 87-88 | 88-89 | 89-90 | 90-91 | 91-92 |
| ------------ | ----- | ----- | ----- | ----- | ----- | ----- | ----- | ----- | ----- | ----- |
| オリンピック |       | 3     |       |       |       | 2     |       |       |       | 1     |
| 世界選手権   |       | 4     | 2     | 2     | 2     | 2     | 1     | 1     | 2     | 1     |
| 欧州選手権   | 4     | 3     | 2     | 2     | 2     |       | 1     | 1     | 1     | 1     |